# Parcelă de Larix decidua (monument al naturii)
Parcela de Larix decidua (în ucraineană Праліс модрини європейської) este un monument al naturii de tip botanic din raionul Storojineț, regiunea Cernăuți (Ucraina), situat la nord de satul Crăsnișoara Nouă. Este administrat de întreprinderea de stat „Silvicultura Storojineț”. 
Suprafața ariei protejate constituie 0,9 hectare, fiind creată în anul 1979 prin decizia comitetului executiv regional. Statutul a fost atribuit conservării unei porțiuni de pădure cu plantații valoroase de Larix decidua, cu vârsta de aprox. 160 de ani.